# Barrouallie

Barrouallie é uma cidade na ilha de São Vicente, em São Vicente e Granadinas. A cidade já chegou a ser a capital do país. A área á conhecida pela pesca.